# Fritz-Achim Baumann
Fritz-Achim Baumann (geboren am 28. Dezember 1934 in Minden; gestorben am 15. Oktober 2022) war ein deutscher Verwaltungsjurist und Leiter des Verfassungsschutzes des Landes Nordrhein-Westfalen.

## Leben
Von 1955 bis 1959 studierte Fritz-Achim Baumann in Münster und Hamburg Rechtswissenschaft und legte 1960 das erste sowie 1964 das zweite Staatsexamen ab. Er wurde 1965 an der Universität Hamburg mit einer Dissertation zum Thema „Die Nachprüfungsbefugnis des Gerichtshofes der Europäischen Gemeinschaften gegenüber Würdigungen der wirtschaftlichen Gesamtlage durch die Exekutivorgane der Gemeinschaften“ promoviert. Anschließend trat er in die allgemeine und innere Verwaltung des Landes Nordrhein-Westfalen ein und arbeitete ab 1972 für das dortige Innenministerium. Der Sozialdemokrat leitete dort sechs Jahre lang die Gruppe „Kriminalpolizei und Polizeirecht“ und war danach von 1987 bis 1999 Leiter der für den Verfassungsschutz zuständigen Abteilung VI des Innenministeriums. Er war zuletzt Ministerialdirigent.
Baumann war evangelisch, verheiratet und hatte eine Tochter.

## Ehrungen
- Träger des Bundesverdienstkreuzes[2]

## Schriften
- Die Nachprüfungsbefugnis des Gerichtshofes der Europäischen Gemeinschaften gegenüber Würdigungen der wirtschaftlichen Gesamtlage durch die Exekutivorgane der Gemeinschaften. Dissertation, Hamburg 1965, DNB 481259015.
- Die allgemeine untere staatliche Verwaltungsbehörde im Landkreis (= Schriftenreihe der Hochschule Speyer. Bd. 35). Duncker & Humblot, Berlin 1967; eingeschränkte Vorschau in der Google-Buchsuche.